# Igigi

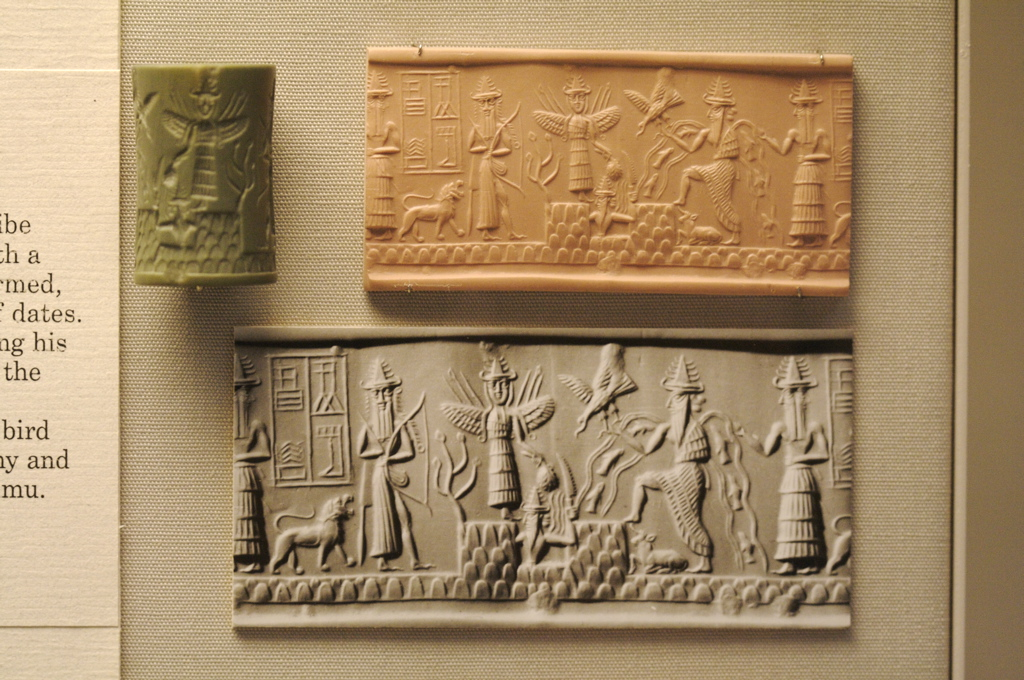
eventos de diferentes Igigi, Museo Británico.

En la mitología caldea, los igigi o igigu eran dioses de menor importancia en la literatura de la antigua Mesopotamia. Esta palabra se usaba para designar al consejo supremo de los dioses de las áreas celestiales y su lugar. Los igigi trabajaban para los Anunaki, cavaban zanjas y drenaban canales. Un día, ya cansados, se rebelaron tal como cuentan las leyendas de los poemas épicos Enuma Elish y Atrahasis. Tras lo cual, el líder de la rebelión fue sacrificado para la creación del Homo sapiens sapiens .
En el período acadio encontramos el término igigi, también de las raíces sumerias.
El mencionado Sumeria Lexicon tiene:
- IGI: n. ojo (s); mirar; cara, aspecto, aspecto anterior (doble ig, 'puerta') [Frecuencia arcaica IGI: 21]. v., para ver.
- gi (4): para rodear, sitiar, bloquear (círculo + para bajar).
- gi (17): N. joven (pequeño y delgado como un bastón).

Usando estas representaciones y la transliteración, podemos extender el sentido 'joven' de hablar a los dioses más jóvenes, o 'rodear / asediar' puede ser una validación del concepto de que igigi fue descrito como los dioses que permanecieron en el cielo que rodea la tierra .
Además, el término "igigi" también podría ser una duplicación de la raíz igi = 'mirar'.
En la reduplicación de partículas a menudo se ha usado como un plural o para indicar el acento, como lo encontramos en la historia de la Inundación cuando se llama el bote de Ziusudra (bíblico Noé):
- MA2.GUR.GUR significa un bote que puede rodar y volcar
- o en NA4.GUL.GUL en el mito llamado «un shir del sur de Ninurta»

En este caso, el uso enfático de igi duplicado es consistente con el significado de 'los vigilantes', (observadores) el mismo término usado por la Biblia para identificar a los nefilim.